# Caso Parker-Hulme
El caso Parker-Hulme fue un asesinato ocurrido en Christchurch, Nueva Zelanda, el 22 de junio de 1954, de una mujer llamada Honorah Rieper. El caso tomó notoriedad cuando esta madre de familia fue asesinada por su hija mayor, Pauline Parker y la mejor amiga de esta, Juliet Hulme (posteriormente conocida como Anne Perry). El asesinato sirvió de base para la película Criaturas celestiales (1994) del director neozelandés Peter Jackson.

## Historia
Juliet Marion Hulme, nació el 28 de octubre de 1938 en Blackheath, Londres, Reino Unido, hija de Hilda Marion Reavley y del Dr. Henry Hulme, un científico inglés. Diagnosticada con tuberculosis a muy temprana edad fue enviada al Caribe y a Sudáfrica, con la esperanza de que un clima más cálido mejoraría su salud. Se reencontró con su familia cuando tenía 13 años, al tomar posesión su padre como rector de la Universidad de Canterbury en Nueva Zelanda.
En Nueva Zelanda, cuando tenía 15 años, conoció a una compañera de escuela, Pauline Yvonne Parker nacida el 26 de mayo de 1938 en Christchurch, quien tenía 16 años, y que padecía osteomielitis. Ambas se hicieron buenas amigas al coincidir en tener una condición médica y establecieron un fuerte vínculo. Soñaban con una vida juntas llena de fantasía, poblada de famosos actores tales como James Mason y Orson Welles, e imaginando una dimensión paralela llamada El Cuarto Mundo. También se creyó que ambas tenían una especie de relación romántica, aunque los investigadores creen que no fue sexual pero sí afectiva y sentimentalmente fuerte. En marzo de 2006, Perry (antes Hulme) declaró que aunque su relación con Parker era obsesiva, no eran lesbianas.
En junio de 1954 los padres de Hulme se encontraban en proceso de separación, y además consideraban que la relación íntima entre las chicas era algo insensato, ya que en ese tiempo la homosexualidad era considerada como un trastorno mental, por lo que decidieron enviar a Juliet a Sudáfrica a vivir con un pariente, con el pretexto de que sería lo mejor para su salud. Las chicas no querían ser separadas, por lo que Juliet protestó y dijo que quería que Pauline también fuese a Sudáfrica. El problema fue que Honorah Rieper, madre de Pauline, no permitió que su hija se fuera a Sudáfrica. Al no lograr convencerla las chicas decidieron que no había otra solución más que matarla y que pareciera un accidente para así lograr su cometido.

## Asesinato y juicio
El 22 de junio de 1954, las jóvenes condujeron a Honorah Rieper a un paseo a pie por el parque Victoria en la ciudad de Christchurch, donde entonces vivían. En un camino solitario Juliet tiró una piedra de ornato, y cuando regresaron por el mismo camino, las chicas la señalan para que la Sra. Rieper se agachara a recogerla. En ese momento, Pauline había planeado golpear a su madre con la mitad de un ladrillo enfundado en una media. Las chicas iniciaron su ataque, suponiendo que unos cuantos golpes serían suficientes para matarla. Sin embargo, se acabaron requiriendo 45 frenéticos golpes de ambas chicas para finalmente matar a Honorah Rieper. La brutalidad del crimen ha contribuido a su notoriedad. Después del feroz ataque, las chicas corrieron cubiertas de sangre, pidiendo auxilio en una tienda de té donde habían estado momentos antes. Los propietarios las atendieron y ambas dijeron que Honorah Rieper había caído golpeándose la cabeza. El cuerpo de Honorah fue encontrado sin vida, con importantes laceraciones sobre su cabeza, el cuello y la cara, y lesiones de menor importancia en sus dedos. El arma homicida fue encontrada por la policía en los bosques cercanos rápidamente. Se investigó en las habitaciones de ambas y a través de sus diarios íntimos comprobaron que las chicas llevaban un tiempo planeando el crimen, dando detalles de sus fantasías de matar a Honorah.
Pauline y Juliet fueron llevadas a juicio en Christchurch en 1954, y fueron encontradas culpables el 29 de agosto de ese mismo año. Como eran demasiado jóvenes para ser sometidas a la pena de muerte según la ley neozelandesa de aquella época, fueron sentenciadas y condenadas a permanecer detenidas a voluntad de Su Majestad. En la práctica, esta sentencia significaba que permanecerían encarceladas según la discreción del ministro de justicia. Fueron liberadas por separado unos 5 años después. Algunas fuentes dicen que fueron liberadas con la condición de que nunca volvieran a comunicarse entre sí, pero Sam Barnett, entonces Secretario de Justicia, dijo a los periodistas que no existía tal condición.

## Nueva vida
Juliet Hulme después de ser liberada se cambió el nombre por el de Anne Perry, usando el apellido de su padrastro. Regresó a Reino Unido a vivir con su madre en el pueblo escocés de Portmahomack, y se volvió una famosa escritora y autora de libros sobre asesinatos, historias de detectives y misterios. Nunca se casó ni tuvo hijos.
Hulme/Perry tuvo un ataque al corazón en diciembre de 2022 y murió por complicaciones en un hospital de Los Ángeles, Estados Unidos, el 10 de abril de 2023, a los 84 años. Su última novela, El cuarto enemigo, se publicó la semana antes de su muerte.
Pauline Parker también se cambió el nombre después de ser liberada, por el de Hilary Nathan. Después de vivir un tiempo en Nueva Zelanda ante la vigilancia de las autoridades, se mudó a Inglaterra. Ingresó en un convento católico y se convirtió en devota. Actualmente reside en las Islas Orcadas; tampoco se casó ni tuvo hijos. Se negó a hablar con la prensa sobre el sonado asesinato de su madre y solo dijo tener remordimiento y estar arrepentida. 
Se cree que ambas no se volvieron a ver desde su liberación.

## Representaciones

### Películas
- La historia del asesinato fue adaptada en la película francesa de 1971 Mais ne nous Délivrez pas du mal (No nos Libres del mal).

- En 1994 el caso tuvo otra adaptación al cine, Criaturas celestiales, película de Peter Jackson, con Kate Winslet en el papel de Hulme y Melanie Lynskey como Parker. La identidad de Perry fue revelada públicamente en la época de lanzamiento de la película.

### Televisión
- El caso es recreado en la serie de televisión Las verdaderas mujeres asesinas (Deadly women), de ID, en el episodio 8 de la temporada 3 (2009).

- El capítulo de la serie animada televisiva Los Simpson titulado "Lisa the Drama Queen" ("Lisa, la reina del drama") está basado en el caso. En el episodio, Lisa inventa un mundo imaginario con otra niña (Equalia), aunque ese mundo está basado en Teratibhia, de la novela Un puente hacia Terabithia, y sus personajes basados en Las Crónicas de Narnia.